# Класификација спортова за особе са инвалидитетом
Класификација спортова за особе са инвалидитетом је систем који омогућава фер такмичење између особа са различитим врстама инвалидитета.
Историјски гледано, процес су надгледале 2 групе: специфичне спортске организације за особе са инвалидитетом које покривају више спортова и специфичне спортске организације које покривају више врста инвалидитета, укључујући ампутације, церебралну парализу, глувоћу, интелектуална оштећења, „les autres“ и низак раст, оштећења вида, повреде кичмене мождине и друге инвалидитете који нису обухваћени овим групама. У оквиру специфичних врста инвалидитета, неке од главних организација су: CPISRA за церебралну парализу и повреде главе, ISMWSF за повреде кичмене мождине, ISOD за ортопедска стања и ампутиране, INAS за особе са интелектуалним инвалидитетом и IBSA за слијепе и слабовиде спортисте.
Класификација ампутираних спортова је спортска класификација специфична за особе са инвалидитетом која се користи за спортове са инвалидитетом како би се олакшало фер такмичење међу особама са различитим врстама ампутација. Ову класификацију је успоставила Међународна спортска организација за особе са инвалидитетом (ISOD), а тренутно њоме управља IWAS, са којим се ISOD спојио 2005. године. Неколико спортова има спортска управне органе специфична за класификацију спортиста са ампутираним удовима. Класе за ISOD-ов систем класификације ампутираних спортова су A1, A2, A3, A4, A5, A6, A7, A8 и A9. Прве четири су за особе са ампутираним доњим екстремитетима. Од A5 до A8 су за особе са ампутираним горњим екстремитетима.
Класификација спортова за особе са церебралном парализом је систем класификације који користе спортови који укључују особе са церебралном парализом (CP) различитог степена тежине како би се такмичиле праведно једни против других и против других са различитим врстама инвалидитета. Генерално, Међународно удружење за спорт и рекреацију за церебралну парализу (CP-ISRA) служи као тело задужено за класификацију спортова са церебралном парализом, иако неки спортови имају сопствене системе класификације који се примењују на спортисте са CP. Систем класификације који је развила CP-ISRA укључује осам класа: CP1, CP2, CP3, CP4, CP5, CP6, CP7 и CP8. Ове класе се генерално могу груписати у класе за горња инвалидска колица, инвалидска колица и покретне класе. CP1 је класа за горња инвалидска колица, док су CP2, CP3 и CP4 опште класе за инвалидска колица. CP5, CP6, CP7 и CP8 су покретне класе.
Класа инвалидитета „Други“ генерално обухвата двије класе. То су особе ниског раста и особе са оштећеним пасивним опсегом покрета. Ово друго се понекад назива PROM (Проблем са инвалидитетом). Постоји низ спортова отворених за људе који се уклапају у класе „Други“, мада њихова подобност често зависи од тога да ли су ниског раста или PROM. Историјски гледано, класификација спортова са инвалидитетом није била посебно отворена за особе са трансплантацијама, дијабетичаре и епилептичаре. То је зато што инвалидитет мора бити трајне природе.
У раним годинама атлетике за особе са инвалидитетом, здравствено стање спортисте био је једини фактор који се користио за одређивање у којој класи се такмичи. На примјер, спортиста који је имао повреду кичмене мождине која је резултирала парезом доњих екстремитета, не би се такмичио у истој трци у инвалидским колицима као спортиста са двоструком ампутацијом изнад кољена. Чињеница да је њихов инвалидитет изазвао исто оштећење није утицала на одређивање класификације, једино разматрање била је њихова медицинска дијагноза. Тек када су се ставови о атлетици за особе са инвалидитетом промјенили од пуког облика рехабилитације до самог циља, систем класификације се промјенио од медицинске дијагнозе до фокуса на функционалне способности спортисте. Иако не постоји јасан датум када се промјена догодила, систем функционалне класификације постао је норма за класификацију атлетике за особе са инвалидитетом 1980-их. 
Функционална класификација за спортове са инвалидитетом генерално има три или четири корака. Први корак је општа медицинска процјена. Други је општа функционална процјена. Ово може да обухвати два дијела: прво посматрање спортиста на тренингу, а затим спортиста на такмичењу. У овај процес је укључен низ људи поред спортисте, укључујући појединачне класификаторе, медицинске класификаторе, техничке класификаторе, главног класификатора, шефа класификације, класификациони панел и класификациони одбор.

## Сврха процеса класификације у спорту за особе са инвалидитетом
Сврха класификације у спорту за особе са инвалидитетом је да омогући фер такмичење између особа са различитим врстама инвалидитета.
Међународни параолимпијски комитет (МПК) види своју улогу у развоју класификације као допринос „спортској изврсности за све спортисте и спортове у Параолимпијском покрету, [и] обезбјеђивање равноправне конкуренције“. Сврху класификације види као „обезбјеђивање структуре за такмичење“. Класификација се спроводи како би се осигурало да је оштећење спортисте релевантно за спортске перформансе и да би се осигурало да се спортиста равноправно такмичи са другим спортистима“. Према МПК-у, процес класификације служи двјема улогама. Прва је да се утврди ко испуњава услове, а друга је да се спортисти групишу у сврху такмичења. Минимум подобности је оштећење које ограничава способност спортисте да учествује у активности.
Сврха класификације спортова за особе са инвалидитетом је слична селективној класификацији која се користи у неким спортовима. Такви селективни критеријуми укључују пол, старост, тежину или величину. Селективна класификација се заснива на варијаблама за које се вјерује да су предиктивне за учинак, са циљем минимизирања утицаја ових варијабли на исход, чак и када постоји велики распон у погледу учинка унутар ових класификација на основу других варијабли. Класификација за спортове за особе са инвалидитетом генерално није систем заснован на учинку гдје се играчи групишу на основу нивоа вјештине. Ови системи укључују лиге различитих нивоа у фудбалу и употребу хендикепа у голфу.

## Историјат процеса

### 1940-те
Лудвиг Гутман у болници Стоук Мандевил почео је да експериментише са системима класификације спортова за особе са повредама кичмене мождине током 1940-их користећи медицински заснован систем.

### 1950-те
Класификацију за спортски систем повезан са повредама кичмене мождине развила је Међународна федерација за спорт у инвалидским колицима Стоук Мандевил (ISMWSF), а први систем је креирао Лудвиг Гутман 1952. године у болници Стоук Мандевил. Овај систем је објављен у Приручнику са правилима, који је дистрибуиран људима који су се у то вријеме бавили спортом параплегичара, укључујући тренере, љекаре и физиотерапеуте у разним земљама. У то вријеме, овај систем класификације је био медицинска класификација. Рана историја спорта ампутираних особа имала је истовремене историје, при чему су се европски и амерички спортови ампутираних особа развијали током 1950-их и 1960-их углавном независно један од другог. У Европи, особе са једностраним и билатералним ампутираним доњим екстремитетима учествовале су у спортовима користећи протетске удове. У Сједињеним Америчким Државама, ове врсте ампутираних особа умјесто тога су учествовале у спортовима у инвалидским колицима.

### 1960-те
Међународна спортска организација за особе са инвалидитетом (ISOD) је основана 1964. године и створила је први формализовани систем класификације како би се олакшало организовано спортско такмичење између људи са различитим врстама ампутација. Првобитно је постојало 27 различитих класа различитих врста ампутација. Овај систем се показао неодрживим због великог броја класа.

### 1970-те
Током 1970-их, у спортској заједници особа са инвалидитетом почела је дебата о предностима медицинског наспрам функционалног система класификације. Током овог периода, људи су имали снажна осјећања на оба начина, али је направљено мало практичних промјена у постојећим системима класификације.
Адаптивно веслање се у Француској одвијало до 1971. године, а у почетку су учествовале 2 класе веслача: особе са оштећеним видом и особе које се опорављају од полиомијелитиса. Људи који се опорављају од полиомијелитиса у Француској користили су чамце са понтонима како би повећали своју стабилност. Друге измјене су направљене на чамцу развојем система шарки како би се спријечило да се веслачи лако замарају. Слијепи веслачи су користили исте чамце током 1970-их и 1980-их као и њихове колеге без обиљежја тијела, али их је на стази водио судија. Слијепи веслачи су такође били охрабрени да буду у чамцима са видећим веслачима, при чему су слијепи веслачи служили као завеслај, а кормилар је обраћао посебну пажњу како би помогао слеијпом веслачу. Класификација није била нешто што је било развијено у Француској у то доба, јер је фокус био на интеграцији веслача у редовну веслачку заједницу. Године 1976, укупан број класа за ампутиране је смањен на дванаест прије Параолимпијских игара 1976. године.
Адаптивно веслање у Холандији је почело 1979. године оснивањем Stichting Roeivalidatie. У почетку није било нагласка на класификацији, већ на интеграцији адаптивног веслања са редовним веслањем унутар веслачких клубова. Тада су учињени покушаји да се опрема прилагоди специфичним потребама појединачног веслача, у зависности од његовог инвалидитета.

### 1980-те
Кошарка у колицима била је први спорт за особе са инвалидитетом који је користио функционални систем класификације умјесто медицинског система класификације. Рани експерименти са овом врстом система класификације у кошарци почели су током 1980-их, са првом демонстрацијом система који је коришћен на Златном купу 1983. године. У то вријеме, постојале су четири класе за овај спорт. Такмичење је показало да медицински класификатори ISMGF имају проблема са исправним сврставањем играча у класе које најбоље представљају њихове способности. Нови систем је повећао самопоуздање играча и смањио критике система класификације у вези са оптужбама да су играчи погрешно класификовани. Функционални систем класификације који је коришћен на Златном купу 1983. године развијен је у Хорсту Строкхендлу са сједиштем у Келну. Овај систем се од тада досљедно користи у међународној заједници. Након тога је коришћен на Свјетским играма за особе са инвалидитетом 1984. године у Енглеској. Увођење функционалног система класификације такође је значило да су по први пут играчи са ампутираним удицама могли да учествују у овом спорту. Упркос томе што је систем био успостављен на вријеме за Летње параолимпијске игре 1984. године и 1988. године, донета је одлука да се његова употреба на Параолимпијским играма одложи до 1992. године, гдје је први пут коришћен. Ово је делимично био резултат сукоба између ширег ISMGF-а и Подкомитета за кошарку у инвалидским колицима. ISMGF се донекле противио потпуном преласку на функционални систем класификације за овај спорт. Овај сукоб се званично није решио све до 1986. године, када су мушкарци и жене у Сједињеним Америчким Државама запријетили бојкотом великих турнира уколико функционални систем не буде у потпуности имплементиран.
Особе са церебралном парализом су први пут укључене у Параолимпијске игре 1980. године у Арнему, у Холандији. Иако су у то време постојале четири класе, само двије највише функционалне класе су биле укључене у програм. Четири класе су дефинисане око координације, врста церебралне парализе и функционалних способности.
Првобитно дио шире организације, CP-ISRA је постала независна организација 1981. године. Националне организације за церебралну парализу и спортске организације за церебралну парализу признате су истовремено. Године 1982, систем класификације је проширен са четири класе на осам класа. Укључивао је четири амбулантне класе и четири класе за инвалидска колица, и користио је функционални систем класификације. Године 1983, CP-ISRA је спровела класификацију такмичара са церебралном парализом за разне спортове, укључујући боћање и атлетику. Класификација је била заснована на систему дизајнираном за атлетске догађаје на терену, али се користила у ширем спектру спортова, укључујући стреличарство и боћање. Систем је првобитно дизајниран са пет класификација. Систем је дизајниран након консултација са медицинским стручњацима из двије друге међународне спортске организације, ISOD и ICPS. Они су дефинисали церебралну парализу као непрогресивно оштећење мозга које доводи до оштећења. Особе са церебралном парализом или непрогресивним оштећењем мозга биле су подобне за класификацију од стране њих. Организација се такође бавила класификацијом за особе са сличним оштећењима. За њихов систем класификације, особе са спина бифидом нису биле подобне осим ако нису имале медицинске доказе о локомоторној дисфункцији. Особе са церебралном парализом и епилепсијом биле су подобне под условом да стање није ометало њихову способност да се такмиче. Особе које су имале мождани удар биле су подобне за класификацију након љекарског увјерења. Такмичари са мултиплом склерозом, мишићном дистрофијом и артрогрипозом нису били подобни за класификацију од стране CP-ISRA, али су били подобни за класификацију од стране Међународне спортске организације за особе са инвалидитетом за Игре других. На Љетњим параолимпијским играма 1984. године, први спортови само за церебралну парализу су додати у програм, укључујући CP фудбал и боћање. At the 1984 Summer Paralympics, the first cerebral palsy only sports were added to the program with the inclusion of CP football and boccia.
Током 1980-их, дошло је до преласка са медицинског система класификације на функционални, а ISMWSF је била једна од организација које су покретале ову промјјену у спорту у инвалидским колицима. Неки спортови у инвалидским колицима су током овог периода доживјели увођење специфичних система класификације за спорт, укључујући и ограђивање у инвалидским колицима, а IWF систем класификације је имплементиран за Љетње параолимпијске игре 1988. у Сеулу. Први пут је коришћен на Европском првенству у Глазгову 1987. године, а прије употребе на Играма 1988. године направљене су мале измјене у овом систему.

### 1990-те
Почев од 1990-их, промјене у систему класификације значиле су да су се у атлетици и пливању спортисти са ампутацијама такмичили против спортиста са инвалидитетом попут церебралне парализе. Историјски гледано, до сада, спортом за особе са инвалидитетом управљале су четири различите спортске организације: Церебрална парализа - Међународно удружење за спорт и рекреацију (CP-ISRA), Међународна федерација за спорт у инвалидским колицима Стоук Мандевила (ISMWSF) и ISOD.
Године 1991, Међународни симпозијум о функционалној класификацији одржан је истовремено са Међународним играма у Стоук Мандевилу 1991. године. Извршене су измјене у систему класификације које су формално имплементиране за Љетње параолимпијске игре 1992. у Барселони. Овај систем је био префињенији облик оригиналног система који је развио Гутман током 1950-их. До 1991. године, адаптивни систем класификације веслања био је на снази за домаћа такмичења у Сједињеним Америчким Државама, али је био у развоју. Многи веслачи су се такође такмичили против својих колега без инвалидитета током овог периода. Први Свјетски куп у адаптивном веслању који је признала FISA одржан је 1991. године у Холандији. До 1991. године, покушавало се развити међународни систем класификације за адаптивно веслање. Ове класе су биле: Q1: Лезија на C4-C6, Q2: C7-T1, P1: T2-T9, P2: T10-L4, A1: Једна ампутација, A2: Двострука ампутација и A3: Респираторни проблеми. Иако је ово номинално био функционални систем класификације, било је много дискусија о њему јер се људи нису сложили око његове примјене и није био универзално коришћен. У исто вријеме када се ово дешавало, адаптивно веслање је такође расправљало о укључивању особа са интелектуалним инвалидитетом у њихов спорт.
Године 1992, Међународни параолимпијски комитет је формално преузео контролу над управљањем спортом за особе са инвалидитетом и надгледао системе класификације као дио прегледа за сваки спорт који тражи признање од стране IPC-а.
Године 1992, прије Параолимпијских игара у Барселони, систем класификације спорта за ампутиране је поново промјењен, а укупан број класа је смањен на девет колико тренутно постоји данас. Упркос томе, понекад би се класе са различитим нивоима перформанси такмичиле једна против друге у истом догађају за медаљу на параолимпијском нивоу.[28] Мале промјене за класификацију спорта за ампутиране су формализоване 1993. године. Small changes for amputee sport classification were formalized in 1993.
Рагби у колицима је био под управом IWAS-а од 1992. године, близу настанка спорта. IWAS је такође управљао класификационом страном спорта.
Дебату о укључивању такмичара у такмичења за особе са инвалидитетом, попут Хорста Строкхендла, неки заговорници спорта за особе са инвалидитетом, видјели су као препреку развоју независног система класификације који није заснован на правилима за спорт за особе са инвалидитетом. Ови напори су окончани до 1993. године, када је Међународни параолимпијски комитет покушао да изгради сопствени идентитет и углавном је обуставио напоре за укључивање спорта за особе са инвалидитетом у олимпијски програм. Ове Игре су биле прве на којима су се кошаркаши различитих врста инвалидитета такмичили једни против других, а кошаркаши су имали загарантовано право жалбе на своју класификацију.
Љетње параолимпијске игре 1996. године у Атланти биле су прве гдје је пливање било потпуно интегрисано на основу функционалног инвалидитета, при чему класификација више није била подијељена у класе на основу четири типа инвалидитета: оштећење вида, церебрална парализа, ампутирање и спорт у инвалидским колицима. Земље више нису имале више националних пливачких тимова на основу типа инвалидитета, већ су умјесто тога имале један национални тим за мјешовити инвалидитет. Крајем 1996. године, CP-ISRA је имала 22 међународна класификатора. Прва правила класификације за стони тенис које је објавила Међународна федерација за стони тенис објављена су у септембру 1996. године.

### 2000-те
Након Љетњих параолимпијских игара 2000. године, у широј заједници спортиста са инвалидитетом покренута је иницијатива да се одустане од система класификације специфичних за особе са инвалидитетом и да се пређе на јединственији систем класификације који укључује вишеструке типове инвалидитета. До 2000. године, пливање, стони тенис и коњички спорт су већ то урадили, а ампутирцима су додјељене спортске класификације за ове спортове. Жеља је била да се повећа број спортова који користе ту интеграцију.
Дјелимично због проблема у објективном идентификовању функционалности који су мучили након Олимпијских игара у Барселони, IPC је 2003. године открио планове за развој новог система класификације. Овај систем класификације ступио је на снагу 2007. године, са стандардима заснованим на идентификовању ослабљене снаге, недостатка удова, разлика у дужини ногу и стаса. Такође је укључивао начине за процјену оштећења вида и интелектуалног оштећења.
Управљање класификацијом спорта за особе у инвалидским колицима и ампутиране особе преузео је IWAS након спајања ISMWSF и ISOD 2005. године. Правила класификације IPC атлетике су промјењена 2009. године као резултат препорука које је одобрио одбор. Ове промјене утичу на спортисте CP. CP-ISRA је објавио ажурирану верзију свог система класификације 2009. године.

### 2010-те
Међународна федерација рагбија за инвалидска колица (IPC) се 2010. године формално одвојила од IWAS-а и сама преузела управљање класификацијом свог спорта. Године 2010, IPC је најавио да ће објавити нови IPC приручник за класификацију атлетике који се посебно бави физичким оштећењима. Овај водич за класификацију ступиће на снагу након церемоније затварања Љетњих параолимпијских игара 2012. године. Године 2011, IWAS и CPISRA су потписали меморандум о разумјевању којим је особама са повредама кичмене мождине омогућено да се такмиче у тркачким такмичењима CPISRA. Када је Свјетска теквондо федерација првобитно покренула пара-страну свог спорта, користили су систем класификације CP-ISRA, али су 2015. године прешли на сопствени код у консултацији са CP-ISRA.

## Управљање
Управљање класификацијом спорта за особе са инвалидитетом историјски је било контролисано од стране двије групе: организације за спорт специфичне за врсту инвалидитета које покривају више спортова и организације специфичне за спорт које покривају више врста инвалидитета.
Што се тиче специфичних спортских организација за особе са инвалидитетом (IF), историјски је постојало шест великих организација које управљају класификацијом. То су CPISRA за церебралну парализу и повреде главе, ISMWSF за повреде кичмене мождине, ISOD за ортопедска стања и ампутиране особе, INAS за особе са интелектуалним инвалидитетом, IBSA за слијепе и слабовиде спортисте. Као чланови IPC-а, од њих се захтева да се придржавају класификационог кода који је IPC прописао о томе како успоставити и одржавати систем класификације.
Међународне спортске федерације (МСФ) су почеле да преузимају улогу управљања класификацијом својих спортова током 1990-их. Међу спортовима у којима су МСФ задужене за класификацију за неке врсте инвалидитета су атлетика, алпско скијање, рагби у инвалидским колицима и боулинг на травњаку.
| Спорт                        | Ампутирци                                            | Церебрална парализа                                           | Повреде кичмене мождине                              | Други                                                | Интелектуални инвалидитет                                                | Оштећење вида                                  | Глувост                                        | Референце                                |
| ---------------------------- | ---------------------------------------------------- | ------------------------------------------------------------- | ---------------------------------------------------- | ---------------------------------------------------- | ------------------------------------------------------------------------ | ---------------------------------------------- | ---------------------------------------------- | ---------------------------------------- |
| Алпско скијање               | IPC Alpine Skiing                                    | IPC Alpine Skiing                                             | IPC Alpine Skiing                                    | IPC Alpine Skiing                                    | Међународна спортска федерација за особе са интелектуалним инвалидитетом | IPC Alpine Skiing                              | International Committee of Sports for the Deaf | [ 3 ] [ 46 ] [ 48 ] [ 49 ] [ 50 ]        |
| Стрељаштво                   | Para-Archery International Archery Federation (FITA) | Para-Archery International Archery Federation (FITA)          | Para-Archery International Archery Federation (FITA) | Para-Archery International Archery Federation (FITA) |                                                                          |                                                |                                                | [ 3 ] [ 51 ]                             |
| Атлетика                     | IPC Athletics                                        | IPC Athletics                                                 | IPC Athletics                                        | IPC Athletics                                        | IPC Athletics                                                            | IPC Athletics                                  | Међународни комитет за спорт глувих            | [ 3 ] [ 46 ] [ 50 ] [ 52 ]               |
| Бадминтон                    | Badminton World Federation                           | Badminton World Federation                                    | Badminton World Federation                           | Badminton World Federation                           | Badminton World Federation                                               | Badminton World Federation                     | Badminton World Federation                     | [ 50 ]                                   |
| Кошарка                      |                                                      |                                                               |                                                      |                                                      | Међународна спортска федерација за особе са интелектуалним инвалидитетом |                                                | Међународни комитет за спорт глувих            | [ 49 ] [ 50 ]                            |
| Одбојка на плажи             |                                                      |                                                               |                                                      |                                                      |                                                                          |                                                | Међународни комитет за спорт глувих            | [ 50 ]                                   |
| Биатлон                      | IPC Biathlon                                         | IPC Biathlon                                                  | IPC Biathlon                                         |                                                      |                                                                          |                                                |                                                | [ 3 ] [ 46 ] [ 48 ]                      |
| Боћање                       | Boccia International Sports Federation               | Boccia International Sports Federation                        | Boccia International Sports Federation               |                                                      |                                                                          |                                                |                                                | [ 3 ] [ 51 ]                             |
| Кану                         | International Canoe Federation                       |                                                               | International Canoe Federation                       |                                                      |                                                                          |                                                |                                                | [ 51 ]                                   |
| Парапењање                   | International Federation of Sport Climbing           | International Federation of Sport Climbing                    | International Federation of Sport Climbing           |                                                      |                                                                          | International Federation of Sport Climbing     |                                                | [ 53 ]                                   |
| Скијашко трчањеg             | IPC Cross Country Skiing                             | IPC Cross Country Skiing                                      | IPC Cross Country Skiing                             |                                                      |                                                                          |                                                |                                                | [ 3 ] [ 46 ] [ 48 ]                      |
| Бициклизам                   | Para-Cycling International Cycling Union             | Para-Cycling International Cycling Union                      | Para-Cycling International Cycling Union             |                                                      | International Sports Federation for Persons with Intellectual Disability | Para-Cycling International Cycling Union       | International Committee of Sports for the Deaf | [ 49 ] [ 51 ] [ 54 ]                     |
| Хокеј у електричним колицима | IWAS Committee Electric Wheelchair Hockey (ICEWH)    | IWAS Committee Electric Wheelchair Hockey (ICEWH)             | IWAS Committee Electric Wheelchair Hockey (ICEWH)    |                                                      |                                                                          |                                                |                                                | [ 55 ]                                   |
| Коњички спорт                | International Equestrian Federation                  | International Equestrian Federation                           | International Equestrian Federation                  | International Equestrian Federation                  | International Equestrian Federation                                      | International Equestrian Federation            |                                                | [ 3 ] [ 51 ] [ 56 ]                      |
| Фудбал                       | World Amputee Football                               | Cerebral Palsy International Sport & Recreational Association |                                                      |                                                      | International Sports Federation for Persons with Intellectual Disability | International Blind Sport Federation           | International Committee of Sports for the Deaf | [ 3 ] [ 49 ] [ 50 ] [ 51 ] [ 57 ] [ 58 ] |
| Голбол                       |                                                      |                                                               |                                                      |                                                      |                                                                          | International Blind Sport Federation           |                                                | [ 51 ]                                   |
| Хокеј на лду                 | IPC Ice Sledge Hockey                                | IPC Ice Sledge Hockey                                         | IPC Ice Sledge Hockey                                | IPC Ice Sledge Hockey                                |                                                                          |                                                |                                                | [ 46 ] [ 48 ]                            |
| ID крикет                    |                                                      |                                                               |                                                      |                                                      | International Sports Federation for Persons with Intellectual Disability |                                                |                                                | [ 49 ]                                   |
| ID рукомет                   |                                                      |                                                               |                                                      |                                                      | International Sports Federation for Persons with Intellectual Disability |                                                |                                                | [ 49 ]                                   |
| Џудо                         |                                                      |                                                               |                                                      |                                                      |                                                                          | International Blind Sport Federation           | International Committee of Sports for the Deaf | [ 51 ]                                   |
| Куглање на травњаку          | International Bowls for the Disabled                 | International Bowls for the Disabled                          | International Bowls for the Disabled                 | International Bowls for the Disabled                 |                                                                          | International Bowls for the Disabled           |                                                | [ 47 ]                                   |
| Пауерлифтинг                 | IPC Powerlifting                                     | IPC Powerlifting                                              | IPC Powerlifting                                     |                                                      |                                                                          |                                                |                                                | [ 3 ] [ 51 ]                             |
| Тркачко трчање               | IWAS                                                 | CPISRA                                                        | IWAS                                                 |                                                      |                                                                          |                                                |                                                | [ 44 ]                                   |
| Веслање                      | International Rowing Federation                      | International Rowing Federation                               | International Rowing Federation                      |                                                      | International Rowing Federation                                          | International Rowing Federation                |                                                | [ 3 ] [ 51 ] [ 59 ] [ 60 ]               |
| Једрење                      | International Association for disabled Sailing       | International Association for disabled Sailing                | International Association for disabled Sailing       |                                                      | International Sports Federation for Persons with Intellectual Disability |                                                |                                                | [ 49 ] [ 51 ]                            |
| Стрељаштво                   | IPC Shooting                                         | IPC Shooting                                                  | IPC Shooting                                         |                                                      |                                                                          |                                                | International Committee of Sports for the Deaf | [ 3 ] [ 46 ] [ 51 ]                      |
| Сједећа одбојка              | World Organisation Volleyball for Disabled           | World Organisation Volleyball for Disabled                    | World Organisation Volleyball for Disabled           |                                                      |                                                                          |                                                |                                                | [ 3 ] [ 51 ]                             |
| Пливање                      | IPC Swimming                                         | IPC Swimming                                                  | IPC Swimming                                         | IPC Swimming                                         | IPC Swimming                                                             | IPC Swimming                                   | International Committee of Sports for the Deaf | [ 46 ] [ 51 ]                            |
| Стони тенис                  | International Table Tennis Federation                | International Table Tennis Federation                         | International Table Tennis Federation                |                                                      | International Table Tennis Federation                                    |                                                | International Committee of Sports for the Deaf | [ 3 ] [ 51 ]                             |
| Теквондо                     | Паратеквондо (WTF)                                   |                                                               |                                                      |                                                      | International Sports Federation for Persons with Intellectual Disability |                                                | International Committee of Sports for the Deaf | [ 49 ] [ 51 ]                            |
| Куглање са десет чуњева      |                                                      |                                                               |                                                      |                                                      |                                                                          |                                                | International Committee of Sports for the Deaf | [ 50 ]                                   |
| Тенис                        |                                                      |                                                               |                                                      |                                                      | International Sports Federation for Persons with Intellectual Disability |                                                | International Committee of Sports for the Deaf | [ 49 ]                                   |
| Триатлон                     | Paratriathlon - International Triatholon Union       | Paratriathlon - International Triatholon Union                | Paratriathlon - International Triatholon Union       |                                                      |                                                                          | Paratriathlon - International Triatholon Union | International Committee of Sports for the Deaf | [ 51 ]                                   |
| Кошарка у колицима           | International Wheelchair Basketball Federation       | International Wheelchair Basketball Federation                | International Wheelchair Basketball Federation       |                                                      |                                                                          |                                                |                                                | [ 3 ] [ 51 ]                             |
| Карлинг у колицима           | World Curling Federation                             | World Curling Federation                                      | World Curling Federation                             |                                                      |                                                                          |                                                |                                                | [ 3 ] [ 48 ]                             |
| Плес у колицима              |                                                      |                                                               | IPC Wheelchair Dance                                 |                                                      |                                                                          |                                                |                                                | [ 3 ] [ 46 ]                             |
| Мачевање у колицима          | IWAS Wheelchair Fencing                              | IWAS Wheelchair Fencing                                       | IWAS Wheelchair Fencing                              |                                                      |                                                                          |                                                |                                                | [ 3 ] [ 26 ]                             |
| Флорбол у колицима           |                                                      |                                                               | International Committee Wheelchair Floorball         |                                                      |                                                                          |                                                |                                                | [ 51 ]                                   |
| Рагби у колицима             | International Wheelchair Rugby Federation            |                                                               | International Wheelchair Rugby Federation            |                                                      |                                                                          |                                                |                                                | [ 3 ] [ 35 ]                             |
| Тенис у колицима             | International Tennis Federation                      | International Tennis Federation                               | International Tennis Federation                      |                                                      |                                                                          |                                                |                                                | [ 3 ] [ 51 ]                             |

## Групе са инвалидитетом
Класификација спорта за особе са инвалидитетом отворена је за различите групе са специфичним врстама инвалидитета. Ови инвалидитети морају бити трајне природе. Историјски гледано, постојало је неколико различитих група инвалидитета. То укључује особе са оштећењем вида, физичким инвалидитетом, интелектуалним инвалидитетом. Физички инвалидитет се често дијели на неколико подкатегорија, укључујући повреде кичме, церебралну парализу, ампутације и друге.
Документ Међународног параолимпијског комитета из 2016. године, Међународни стандард за подобна оштећења из септембра 2016. године, описује подобна оштећења за такмичење у параолимпијским спортовима. У документу се такође наводи да се „свако оштећење које није наведено у овом Међународном стандарду као подобно оштећење назива неподобним оштећењем“ (стр. 6). Документ даје конкретне примјере здравствених стања која се сматрају неподобним, а то укључује фибромијалгију, синдром хроничног умора, Елерс-Данлосов синдром и посттрауматски стресни поремећај (ПТСП) (стр. 8).

### Ампутације и друга ортопедска стања
Класификација спортова за ампутиране је спортска класификација специфична за особе са инвалидитетом која се користи за спортове са инвалидитетом како би се олакшало фер такмичење међу људима са различитим врстама ампутација. Ову класификацију је успоставила Међународна спортска организација за особе са инвалидитетом (ISOD), а тренутно њоме управља IWAS са којим се ISOD спојио 2005. године. Неколико спортова има спортски специфична управна тијела која управљају класификацијом за спортисте са ампутираним удовима.
Класификација за спортисте са ампутираним удовима почела је 1950-их и 1960-их. До почетка 1970-их, формализована је са 27 различитих класа. Овај број је смањен на 12 1976. године, а затим на 9 1992. године пред Параолимпијске игре у Барселони. До 1990-их, бројни спортови су развили сопствене системе класификације који у неким случајевима нису били компатибилни са ISOD системом. То је укључивало пливање, стони тенис и коњиштво, јер су покушавали да интегришу више врста инвалидитета у своје спортове. Спортисти са ампутираним удовима имају специфичне изазове који се разликују од спортиста са другим врстама инвалидитета.
Класе за ISOD-ов систем класификације ампутираних спортова су A1, A2, A3, A4, A5, A6, A7, A8 и A9. Прве четири су за особе са ампутацијама доњих екстремитета. Од A5 до A8 су за особе са ампутацијама горњих екстремитета. A9 је за особе са комбинацијама ампутација горњих и доњих екстремитета. Систем класификације је углавном медицински и генерално има четири фазе. Прва је љекарски преглед. Друга је посматрање на тренингу. Трећа је посматрање током такмичења. Коначна је сврставање у класификациону групу. Постоје извјесне варијације у овоме на основу специфичних потреба спорта.
| Class | Опис                                                   | Скраћеница | Атлетика                                    | Бициклизам | Скијање          | Пливање        | Упоредиве класификације у другим спортовима | Референце                                                                  |
| ----- | ------------------------------------------------------ | ---------- | ------------------------------------------- | ---------- | ---------------- | -------------- | --- | -------------------------------------------------------------------------- |
| A1    | Билатералне ампутације доњих екстремитета изнад кољена | A/K        | T54, F56, F57, F58                          | LC4        | LW1, LW12.2      | S4, S5, S6     | Badminton: W3. Lawn bowls: LB1. Пауерлифтинг: Weight specific class. Сједећа одбојка: Open. Sitzball: Open. Ten-pin bowling: TPB8. Кошарка у колицима: 3-point player, 3.5-point player Мачевање у колицима: 3                | [ 8 ] [ 34 ] [ 66 ] [ 67 ] [ 68 ] [ 69 ] [ 5 ] [ 70 ] [ 71 ] [ 72 ] [ 26 ] |
| A2    | Једностране ампутације доњих екстремитета изнад кољена | A/K        | T42, T54, F42, F58                          | LC2, LC3   | LW 2             | S7, S8         | Amputee basketball: Open. Amputee football: Field player. Боћање на трави: LB2. Сједећа одбојка: Open. Sitzball: Open. Ten-pin bowling: TPB8, TPB9 Кошарка у колицима: 4-point player. Церебрална парлиза: CP3.               | [ 8 ] [ 34 ] [ 66 ] [ 67 ] [ 68 ] [ 69 ] [ 5 ] [ 70 ] [ 71 ] [ 27 ]        |
| A3    | Билатералне ампутације доњих екстремитета испод кољена | B/K        | T43, F43, T54, F58                          | LC4        | LW 3             | S5, S7, S8     | Бадминтон: W3. Lawn bowls: LB1, LB2. Поуерлифтинг: Weight specific class. Сједећа одбојка: Open. Sitzball: Open. Ten-pin bowling: TPB8, TPB9. Церебрална парализа: CP4. Кошарка у колицима: 4-point player, 4.5-point player. | [ 8 ] [ 34 ] [ 66 ] [ 67 ] [ 69 ] [ 5 ] [ 70 ] [ 71 ] [ 72 ] [ 27 ]        |
| A4    | Једностране ампутације доњих екстремитета испод кољена | B/K        | T44, F44, T54                               | LC2, LC3   | LW 4             | S10            | Amputee basketball: Open. Amputee football: Field player. Боћање на трави: LB2. Сједећа одбојка: Open. Sitzball: Open. Ten-pin bowling: TPB8, TPB9. Кошарка у колицима: 4-point player, 4.5-point player.                     | [ 8 ] [ 34 ] [ 66 ] [ 67 ] [ 68 ] [ 69 ] [ 5 ] [ 70 ] [ 71 ]               |
| A5    | Билатералне ампутације горњих екстремитета изнад лакта | A/E        | T45, F45                                    | LC1        | LW5/7-1, LW5/7-2 | S7             | Lawn bowls: LB3. Sitzball: Open. | [ 8 ] [ 34 ] [ 66 ] [ 67 ] [ 68 ] [ 5 ] [ 71 ]                             |
| A6    | Једностране ампутације горњих екстремитета изнад лакта | A/E        | T46, F46                                    | LC1        | LW6/8.1          | S7, S8, S9     | Amputee basketball: Open. Amputee football: Goalkeeper. Lawn bowls: LB3. Sitzball: Open. Ten-pin bowling: TPB10. | [ 8 ] [ 34 ] [ 66 ] [ 67 ] [ 68 ] [ 69 ] [ 5 ] [ 71 ]                      |
| A7    | Билатералне ампутације горњих екстремитета испод лакта | B/E        | T45, F45                                    | LC1        | LW 5/7-3         | S7             | Lawn bowls: LB3. Sitzball: Open. | [ 8 ] [ 34 ] [ 66 ] [ 67 ] [ 68 ] [ 69 ] [ 5 ] [ 71 ]                      |
| A8    | Једностране ампутације горњих екстремитета испод лакта | B/E        | T46, F46                                    | LC1        | LW 6/8.2         | S8, S9         | Amputee basketball: Open. Amputee football: Goalkeeper. Бадминтон: STU5. Боћање на трави: LB3. Sitzball: Open. Ten-pin bowling: TPB10.                                                                                        | [ 8 ] [ 34 ] [ 66 ] [ 67 ] [ 68 ] [ 69 ] [ 5 ] [ 71 ]                      |
| A9    | Комбинација ампутација горњих и доњих екстремитета.    |            | T42, T43, T44, F42, F43, F44, F56, F57, F58 |            | LW9.1, LW9.2     | S2, S3, S4, S5 | Amputee basketball: Open. Lawn bowls: LB1, LB2. Сједећа одбојка: Open. Sitzball: Open. Ten-pin bowling: TPB8, TPB9. Кошарка у колицима: 2-point player, 3-point player, 4-point player.                                       | [ 8 ] [ 34 ] [ 66 ] [ 67 ] [ 68 ] [ 69 ] [ 5 ] [ 70 ]                      |

### Церебрална парализа и други неуролошки поремећаји
Класификација спортова за особе са церебралном парализом је систем класификације који користе спортови који укључују особе са церебралном парализом (CP) различитог степена тежине како би се такмичиле праведно једне против других и против других са различитим врстама инвалидитета. Генерално, Међународно удружење за спорт и рекреацију за особе са церебралном парализом (CP-ISRA) служи као тијело задужено за класификацију спортова за особе са церебралном парализом, иако неки спортови имају своје системе класификације који се примењују на спортисте са CP.
Особе са церебралном парализом су први пут укључене у Параолимпијске игре 1980. године у Арнхему, у Холандији, у вријеме када су постојале само четири класе церебралне парализе. У наредних неколико година, основана је међународна организација специфична за церебралне спортове, CP-ISRA, која је преузела улогу управљања класификацијом. Систем је потом почео да се удаљава од медицинско заснованог система класификације ка функционалном систему класификације. Ово није прошло без контроверзи јер је представљало потез да се људима са различитим врстама инвалидитета омогући међусобно такмичење, што је резултирало отпором. Велика ревизија класификације догодила се током 2000-их. Истовремено, појединачни спортови су почели да развијају сопствене системе класификације специфичне за спорт.

Систем класификације који је развио CP-ISRA обухвата осам класа: CP1, CP2, CP3, CP4, CP5, CP6, CP7 и CP8. Ове класе се генерално могу груписати у класе за горња инвалидска колица, инвалидска колица и покретне класе. CP1 је класа за горња инвалидска колица, док су CP2, CP3 и CP4 опште класе инвалидских колица. CP5, CP6, CP7 и CP8 су покретне класе.
- Врста инвалидитета за спортисте класификоване као CP1
- Врста инвалидитета за спортисте класификоване као CP2
- Врста инвалидитета за спортисте класификоване као CP3
- Врста инвалидитета за спортисте класификоване као CP4
- Врста инвалидитета за спортисте класификоване као CP5
- Врста инвалидитета за спортисте класификоване као CP6
- Врста инвалидитета за спортисте класификоване као CP7
- Врста инвалидитета за спортисте класификоване као CP8

Неки спортови су историјски користили ове категорије без много спортски специфичних класификација. То је случај са CP фудбалом, који користи и отворен је само за класе CP5, CP6, CP7 и CP8. CP фудбал понекад користи различите називе класификације, гдје FT5 одражава CP5, FT6 одражава CP6, FT7 одражава CP7 и FT8 одражава CP8. Правила за овај спорт захтјевају да барем један играч са CP5 или CP6 буде на терену у било ком тренутку, а ако тим није у могућности да то учини, играју са играчем мање.
Различити спортови користе различите класе, при чему неки од ових система одражавају класе које користи CP-ISRA, а истовремено омогућавају спортистима да се такмиче против људи са сличним функционалним инвалидитетом. Атлетика има један такав систем, са класама T31 до T38 које одражавају CP1 до CP8 за атлетске дисциплине и F31 до F38 за теренске дисциплине. Међутим, то није увијек случај, и неки CP спортисти могу бити груписани у T и F класе у 50-им за особе које користе инвалидска колица. CP2 спортисти могу бити груписани у F52 или F53. CP3 спортисти могу бити класификовани као F53, F54 или F55. CP4 спортисти могу бити класификовани као F54, F55 или F56. CP5 спортисти могу бити класификовани као F56.
Класификација коју користи UCI не одражава систем који користи CP-ISRA. Умјесто тога, подобне класе укључују T1, T2, H1, C3 и C4. Особе са CP1, CP2, CP3 и CP4 класификују се као T1 и користе трицикл. Такмичари CP5 и CP6 имају право да се такмиче у класи бицикала C3. CP7 и CP8 могу се такмичити на бициклу у класи C4. CP3 имају право да се такмиче у класи ручних бицикала H1.
Пливање такође не користи класе повезане са CP-ISRA. Особе са хемиплегичним облицима церебралне парализе класификују се као S8, S9 или S10 у зависности од тежине хемиплегије. Стони тенис је исти, с тим што су класе отворене за CP такмичаре, али се CP-ISRA систем не користи као водич за класификацију играча стоног тениса. Класе 6, 7, 8 и 9 у стоном тенису су доступне за особе са церебралном парализом, са специфичним спортским процесом класификације који одређује којој класи припадају, често заснованим више на функционалности руке и шаке него у другим спортовима.
Неки спортови попут пауерлифтинга немају различите класе. Умјесто тога, сви се такмиче у класама на основу тежине, са минималним и максималним захтевима за инвалидитет. CP-ISRA класе CP3, CP4, CP5, CP6, CP7 и CP8 испуњавају услове за учешће у пауерлифтингу. Карлинг у инвалидским колицима је исти, а CP-ISRA класе CP3, CP4 и CP5 све испуњавају услове за учешће у овом спорту. Слеџ хокеј и плес у колицима су слични, са највишом подобном класом учесника CP7. Одбојка стојећи, отворена за особе са различитим врстама инвалидитета, такође је слична, али је ограничена само на такмичаре CP7 и CP8.
| Класа | Дефиниција | Атлетика                | Боћање   | Бициклизам | Централна фудбалска лига | Трка Трчање | Веслање | Скијање                 | Пливање         | Остали спортови             | Референца                                                      |
| ----- | --- | ----------------------- | -------- | ---------- | ------------------------ | ----------- | ------- | ----------------------- | --------------- | --------------------------- | -------------------------------------------------------------- |
| CP1   | Користе електрична инвалидска колица и квадриплегичари су.                                                                                               | T31, F31                | BC1, BC3 | T1         |                          | RR1         |         |                         | S1, S2          | Slalom: CP1                 | [ 19 ] [ 79 ] [ 80 ] [ 84 ] [ 87 ] [ 88 ] [ 81 ] [ 85 ] [ 73 ] |
| CP2   | Користе електрична инвалидска колица и квадриплегичари су. Имају бољу контролу горњег дијела тијела у поређењу са CP1. CP1.                              | T32,F32, F51, F52, F53  | BC1, BC2 | T1         |                          | RR2         |         |                         | S2              | Slalom: CP2                 | [ 19 ] [ 66 ] [ 84 ] [ 88 ]                                    |
| CP3   | Користе инвалидска колица свакодневно, мада могу бити покретна уз употребу помоћних средстава. Имају проблема са покретима главе и функцијом трупа.      | T33, F33, F53, F54, F55 |          | T1, H1     |                          | RR2, RR3    |         | LW10, LW11              | S3, S4          | Slalom: CP3                 | [ 88 ]                                                         |
| CP4   | Користе инвалидска колица свакодневно, мада могу бити покретна уз употребу помоћних средстава. Имају мање проблема са покретима главе и функцијом трупа. | T34, F34, F54, F55, F56 |          | T1         |                          | RR3         | AS      | LW10, LW11, LW12        | S4, S5          | Slalom: CP4                 | [ 59 ]                                                         |
| CP5   | Већу функционалну контролу горњег дијела тијела и генерално су покретни уз употребу помагала. Брзи покрети могу им пореметити равнотежу.                 | T35, F35, F56           |          | T2, C3     | FT5                      | RR3         | TA      | LW1, LW3, LW3/2,LW4 LW9 | S5, S6          |                             | [ 34 ] [ 59 ] [ 79 ] [ 80 ] [ 81 ] [ 89 ] [ 88 ]               |
| CP6   | Покретни су и способни да ходају без употребе помагала. Њихова тијела су стално у покрету.                                                               | T36, F36                |          | T2, C3     | FT6                      | RR3 RR4     |         | LW1, LW3 LW3/2, LW9     | S7              |                             | [ 19 ] [ 66 ] [ 73 ] [ 90 ]                                    |
| CP7   | Може да хода, али може изгледати као да шепа јер је половина његовог тијела погођена церебралном парализом.                                              | T37,F37                 |          | C4         | FT7                      | RR4         |         | LW9, LW9/1, LW9/2       | S7, S8, S9, S10 | Sitting volleyball: Grade A | [ 19 ] [ 79 ] [ 80 ] [ 84 ] [ 87 ] [ 88 ] [ 81 ] [ 85 ] [ 73 ] |
| CP8   | Најмање физички погођени церебралном парализом, а њихов инвалидитет се генерално манифестује као спастичност у најмање једном екстремитету.              | T38, F38                |          | C4         | FT8                      |             | LTA     | LW4, LW6/8, LW9, LW9/2  | S8, S9, S10     | Sitting volleyball: Grade A | [ 19 ] [ 79 ] [ 80 ] [ 84 ] [ 87 ] [ 88 ] [ 81 ] [ 85 ] [ 73 ] |

### Глуви и наглуви
У оквиру спорта за глуве којим управља Међународни комитет за спорт глувих, глуви спортисти се такмиче само против других особа са минималним губитком слуха од најмање 55 децибела.
Понекад се глуви спортисти интегришу у такмичења са другим спортистима са и без инвалидитета. Они се такмиче у сопственој класификацији која указује да су глуви. Због недостатка интеграције спорта глувих са IPC-ом, ове класификације се могу користити само на националном нивоу. На примјер, T01 се користи само за глуве спортисте у Аустралији.
Пливање је још један спорт који понекад има интеграцију на националном нивоу са различитим националним класама. У Аустралији, глуви пливачи су класификовани као С15. У Шкотској се њиме бави Клуб глувих Велика Британија преко Удружења глувих спортова, а на међународном нивоу ICSD.
Право на учешће у класи глувих фудбалера у Енглеској преко Фудбалског савеза заснива се на доказу о чланству у UK Deaf Sports, идентификационој картици ICSD-а или писму аудиолога, љекара опште праксе или специјалистичког консултанта у којем се наводи да спортиста има губитак слуха од 41 dB или више. Лиге у Великој Британији су често подељене у четири одвојене класе: умјерене са губитком слуха између 41 и 55 dB, умјерено тешке са губитком слуха између 56 и 70 dB, тешке са губитком слуха између 71 и 90 dB и тешке са губитком слуха већим од 91 dB.
Бициклизам у Аустралији има двије класе. AU1 је за домаћа такмичења за глуве бициклисте. AU2 је за аустралијске глуве бициклисте који желе да се такмиче у иностранству. Класификацију на домаћем нивоу обавља Deaf Sports Australia, а на међународном нивоу ICSD.
| ID Sport   | Аустралија Велика Бритаија | САД                                                                      | Референце |                      |
| ---------- | -------------------------- | ------------------------------------------------------------------------ | --------- | -------------------- |
| Атлетика   | T01, ED                    |                                                                          | T60, F60  | [ 66 ] [ 93 ] [ 97 ] |
| Бициклизам | AU1, AU2                   |                                                                          |           | [ 96 ]               |
| Фудбал     |                            | Глувоћа: Умјерена Глувоћа: Умјерено тешка Глувоћа: Тешка Глувоћа: Дубока |           | [ 58 ]               |
| Пливање    | S15                        | S15                                                                      |           | [ 94 ] [ 95 ]        |

### Интелектуални инвалидитет
Међународна спортска федерација за особе са интелектуалним инвалидитетом (INAS) је управно тијело за такмичарски спорт за особе са интелектуалним инвалидитетом. На Параолимпијским играма, релевантна међународна спортска организација преузима класификацију. У Аустралији, класификацију на националном нивоу регулише Аустралијски параолимпијски комитет и Аустралијско удружење за спорт и рекреацију особа са тешкоћама у интеграцији. Спортистима који су национално класификовани у Аустралији није гарантовано да ће испунити међународне стандарде класификације. Локално, подобност за Аустралију може да обрађује и Lifestream Australia. Што се тиче спортске класификације у Аустралији, Swimming Australia подржава релевантне агенције за класификацију у процени класификације. На Новом Зеланду, класификацију за спортисте са интелектуалним инвалидитетом обавља Paralympics New Zealand. У Уједињеном Краљевству, класификација се може обрађивати на основу специфичности за спорт у партнерству са UK Sports Association. За атлетику, ово обавља British Athletics. За пливање у Шкотској, тиме се бави Scottish Disability Sport у партнерству са British Para-Swimming.
Тестирање је показало да особе са интелектуалним инвалидитетом често имају мање снаге, издржљивости, агилности, флексибилности, равнотеже и спорије брзине трчања од особа без инвалидитета. Такође имају нижи вршни број откуцаја срца и нижи вршни унос кисеоника.Многе особе са интелектуалним инвалидитетом такође имају сметње повезане са слухом или видом. Особе са Дауновим синдромом често имају стање које се назива лигаментна лабавост, што доводи до повећане флексибилности у зглобовима врата. 15% особа са Дауновим синдромом има атлантоаксијалну нестабилност и узрокује смањење мишићног тонуса. Ово их излаже повећаном ризику од повреда кичмене мождине.
Интелектуални инвалидитет изазива проблеме са спортским перформансама због проблема са временом реакције и брзином обраде, пажњом и концентрацијом, радном меморијом, извршном функцијом, расуђивањем и визуелно-просторном перцепцијом. Све су то важне компоненте спортске интелигенције. Успјешне стратегије тренирања разликују се од других спортова. Тренери морају бити изузетнији са похвалама, не претпостављати да ће спортисти разумјети и запамтити оно што им се каже, фокусирајући се на побољшање укупних физичких способности како би се побољшали такмичарски резултати, фокусирати се више на вјештине током игре, а не као на самосталне вјежбе извучене из спорта, и често поново проучавати концепте. Особе са благим нивоом интелектуалног инвалидитета имају нивое перформанси сличне спортистима без инвалидитета.
Понекад се спортисти са интелектуалним инвалидитетом интегришу у такмичења са другим спортистима са и без инвалидитета. Они се такмиче у сопственој класификацији, што указује да имају такав инвалидитет.
| ID Спорт          | Међународни ниво | Аустралија   | Велика Британија | САД             | Референце                              |
| ----------------- | ---------------- | ------------ | ---------------- | --------------- | -------------------------------------- |
| Атлетика          | T20, F20         | T20, F20, ID |                  |                 | [ 66 ] [ 106 ] [ 111 ] [ 112 ] [ 113 ] |
| Адаптивно веслање | ID               | II           | RSS-LD           | ID, LTA, TA, AS | [ 59 ] [ 60 ]                          |
| Бициклизам        |                  | I1, I2       |                  |                 | [ 96 ]                                 |
| Коњички спорт     | Оцјена III       |              |                  | Оцјена III      | [ 56 ]                                 |
| ID фудбал         | ID               |              | Тешкоће у учењу  |                 | [ 57 ] [ 58 ]                          |
| Пливање           | S14              |              |                  |                 | [ 106 ] [ 112 ] [ 113 ] [ 114 ]        |
| Стони тенис       | Класа 11         |              |                  |                 | [ 106 ] [ 112 ] [ 113 ] [ 115 ]        |

Неки спортови нису отворени преко својих међународних федерација за особе са интелектуалним инвалидитетом на елитном нивоу. То укључује бициклизам. То важи и за куглање на травњаку и једрење. Неке спортове намјерно не подржава INAS-FID због забринутости за безбједност спортиста. Ови спортови укључују скок мотком, скокове са платформе, бокс, ски скокове, амерички фудбал, рагби, рвање, карате, бацање копља, диска, бацање кладива и скакање на трамболини. Спортови које подржава Специјална олимпијада укључују атлетику, фудбал, кошарку, куглање и водене спортове. Многи од ових спортова имају локалне и националне организације које су потписале меморандуме о сарадњи са својим националним организацијама Специјалне олимпијаде, а примјер је Gymnastics Australia у Аустралији. Класификација за Специјалну олимпијаду често користи груписање на основу времена извођења или нивоа извођења. Ово се разликује од Параолимпијских игара где се класификација врши на основу функције или медицинских дефиниција.

### Други инвалидитети
Сврха спортске класификације „други инвалидитети“ је да омогући фер такмичење између људи различитих врста инвалидитета. Спортску класификацију „други“ води Међународна спортска организација за особе са инвалидитетом (ISOD). Класа инвалидитета „други инвалидитети“ генерално обухвата двије класе. То су особе ниског раста и особе са оштећеним пасивним опсегом покрета. Ово друго се понекад назива PROM. Особе ниског раста имају овај проблем као резултат урођених проблема. PROM укључује особе са поремећајима зглобова, укључујући артрогрипозу и талидомид. Већина укључених специфичних стања је за урођене поремећаје. Такође укључује особе са мултиплом склерозом. Ова група не укључује особе са ишчашеним мишићима или артритисом.
Постоји низ спортова отворених за људе који се уклапају у класе други инвалидитети, мада њихова подобност често зависи од тога да ли су ниског раста или имају прогресивну опструктивну опструкцију (PROM). За људе ниског раста, ови спортови укључују коњички спорт, пауерлифтинг, пливање, стони тенис и атлетику. За људе са PROM, ови спортови укључују стреличарство, боћање, бициклизам, коњички спорт, паракану, паратриатлон, пауерлифтинг, веслање, једрење, стрељаштво, пливање, стони тенис, атлетику, кошарку у колицима, мачевање у колицима и тенис у колицима.
LAF1, LAF2 и LAF3 су класе за инвалидска колица, док су LAF4, LAF5 и LAF6 класе за амбулантна возила.
| Класа | Опис | Стреличарство | Атлетика                     | Коњички спорт | Пливање    | Други спортови                                                                        | Референце                                             |
| ----- | --- | ------------- | ---------------------------- | ------------- | ---------- | ------------------------------------------------------------------------------------- | ----------------------------------------------------- |
| LAF1  | Класа за инвалидска колица. Тешки проблеми са сва четири уда. Оштећење доминантне руке. | ARW1          | F51, F52, F53                | Grade 1       |            | Skiing: LW10 Powerlifting: Weight based Sitting volleyball: Минимални инвалидитет     | [ 66 ] [ 69 ] [ 121 ] [ 122 ] [ 123 ] [ 124 ] [ 125 ] |
| LAF2  | Класа инвалидских колица. Низак до умерен ниво проблема са равнотежом при сједењу. Тешко оштећење три удова или сва четири удова, али у мањем степену него у LAF1, нормална функција руке.                                                   | ARW1, ARW2    | F53                          | Grade 1       |            | Powerlifting: Weight based Sitting volleyball: Минимални инвалидитет Skiing: LW11     | [ 66 ] [ 69 ] [ 121 ] [ 122 ] [ 123 ] [ 124 ]         |
| LAF3  | Класа инвалидских колица или инвалидских колица. Смањена функција мишића. Нормална функционалност трупа, равнотежа и употреба горњих удова. Слабост у једном мишићу ноге или ограничења у зглобовима. Ограничена функција у најмање два уда. | ARW2          | T44, F54, F55, F56, F57, F58 | Grade 1       |            | Powerlifting: Weight based Sitting volleyball: Минимални инвалидитет Skiing: LW12     | [ 66 ] [ 69 ] [ 121 ] [ 122 ] [ 123 ] [ 124 ] [ 72 ]  |
| LAF4  | Амбулантна класа. Тешкоће у кретању или тешки проблеми са равнотежом. Смањена функција горњих екстремитета. Ограничена функција два екстремитета у мањој мјери него код LAF3.                                                                | ARST          | T46, F58                     | Grade 4       |            | CP football: CP5 Powerlifting: Weight based Sitting volleyball: Минимални инвалидитет | [ 66 ] [ 69 ] [ 122 ] [ 124 ] [ 126 ] [ 127 ]         |
| LAF5  | Амбулантна класа. Нормална функционалност горњих екстремитета, али који имају проблема са равнотежом или проблеме са доњим екстремитетима. Ограничена функција најмање једног екстремитета.                                                  | ARST          | F42, F43, F44                | Grade 4       |            | Powerlifting: Weight based Sitting volleyball: Минимални инвалидитет Триатлон: TRI3   | [ 66 ] [ 69 ] [ 122 ] [ 124 ] [ 126 ] [ 128 ]         |
| LAF6  | Амбулантна класа. Минимални проблеми са функционалношћу трупа и доњих екстремитета. Оштећења једног горњег екстремитета. Минимални инвалидитет.                                                                                              | ARST          | F46                          | Grade 4       |            | Powerlifting: Weight based Sitting volleyball: Минимални инвалидитет Триатлон: TRI4   | [ 66 ] [ 69 ] [ 122 ] [ 124 ] [ 126 ] [ 128 ]         |
| SS1   | Ниског раста. Висина у стојећем положају и дужина руку код мушкараца заједно су једнаки или мањи од 180 центиметара (71 инч). Висина у стојећем положају и дужина руку код жена заједно су једнаки или мањи од 173 центиметра (68 инча).     |               | T40, F40                     |               | S2, S5, S6 | Powerlifting: Weight based Sitting volleyball: Минимални инвалидитет                  | [ 66 ] [ 124 ] [ 67 ] [ 129 ]                         |
| SS2   | Ниског раста. Висина у стојећем положају и дужина руку код мушкараца заједно су једнаки или мањи од 200 центиметара (79 инча). Висина у стојећем положају и дужина руку код жена заједно су једнаки или мањи од 190 центиметара (75 инча).   |               | T41, F41                     |               | S6         | Powerlifting: Weight based Сједећа одбојка: Минимални инвалидитет                     | [ 66 ] [ 124 ] [ 67 ]                                 |

Постоји низ спортова отворених за људе који се уклапају у класе „други инвалидитети“, мада њихова подобност често зависи од тога да ли имају низак раст или прогресивну опструктивност покрета (PROM). За људе ниског раста, ови спортови укључују коњички спорт, пауерлифтинг, пливање, стони тенис и атлетику. За људе са PROM, ови спортови укључују стреличарство, боћање, бициклизам, коњички спорт, паракану, паратриатлон, веслање, једрење, стрељаштво, пливање, пливање, пливање, амерички фудбал у колицима, кошарку у колицима, мачевање у колицима, софтбол у колицима и тенис у колицима. Историјски гледано, бројни спортови су били међународно забрањени за спортисте из Лос Анђелеса, укључујући боћање, амерички фудбал, мачевање у колицима, рагби у колицима и тенис у колицима.
Неки спортови имају отворену класификацију, где све класе „други инвалидитети“ и ниског раста могу да учествују све док испуњавају минималну дефиницију инвалидитета. Ово је важило за пауерлифтинг. У атлетици, класе Т40 и Ф40 укључују класе „други инвалидитети“. Такмичари „других инвалидитета“ такође могу да учествују у сједећој одбојци. У прошлости, спорт је имао систем класификације и били су распоређени у једну од ових класа. Правила су касније промјењена како би укључивала све, укључујући играче „других инвалидитета“, који испуњавају минимални услов за инвалидитет. У нордијском и алпском скијању, такмичари „други инвалидитети“ учествују у различитим класама у зависности од врсте инвалидитета и шта је погођено. Софтбол у колицима користи систем бодовања сличан кошарци у колицима. Амерички фудбал у колицима захтева да барем један од шест фудбалера на терену буде тетраплегичар или жена са инвалидитетом. У CP фудбалу, правила која захтевају играча CP5 на терену довела су до ширег усвајања класа други инвалидитети у CP систем класификације како би се олакшало упоредиво учешће.

### Повреде кичмене мождине
Класификација спорта у инвалидским колицима обухвата низ инвалидитета који узрокују проблеме са кичменом мождином. То укључује параплегију, квадриплегију, мишићну дистрофију, постполио синдром и спина бифида.
Генерално, класификацију за повреде кичмене мождине и спорт у инвалидским колицима надгледа IWAS. Неки спортови имају класификацију којом управљају друге организације. У случају атлетике, класификацијом се бави IPC Athletics. Класификацију рагбија у колицима управља Међународна федерација рагбија у инвалидским колицима од 2010. године. Куглање на травњаку обавља International Bowls for the Disabled. Мачевање у колицима регулише IWAS Wheelchair Fencing (IWF). Међународни параолимпијски комитет управља класификацијом за бројне спортове са повредама кичмене мождине и спортове у инвалидским колицима, укључујући алпско скијање, биатлон, скијашко трчање, хокеј на леду, пауерлифтинг, стрељаштво, пливање и плес у колицима.
| Класа     | Историјско име            | Неуролошки ниво | Атлетика           | Бициклизам | Пливање                   | Други спортови | Референце                                                                       |
| --------- | ------------------------- | --------------- | ------------------ | ---------- | ------------------------- | --- | ------------------------------------------------------------------------------- |
| F1/T1/SP1 | 1A потпуно                | C6              | F51                | H1         | S1, S2                    | Стреличарство: ARW1 Хокеј у електричним колицима: отворено Мачевање у колицима: 1A/категорија C                                                             | [ 135 ] [ 69 ] [ 67 ] [ 26 ] [ 55 ] [ 136 ] [ 137 ] [ 138 ]                     |
| F2/T2/SP2 | 1B потпуно, 1A непотпуно  | C7              | F52                | H2         | S1, S2, SB3, S4           | Стреличарство: ARW1 Electric wheelchair hockey: отворено куглање са 10 чуњева: TPB8 Мачевање у колицима: 1B/Категорија C                                    | [ 135 ] [ 69 ] [ 67 ] [ 26 ] [ 55 ] [ 136 ] [ 137 ] [ 138 ] [ 5 ] [ 129 ]       |
| F3/T3/SP3 | 1C потпуно, 1B непотпуно  | C8              | F52, F53           | H3         | S3, SB3, S4, S5           | Стреличарство: ARW1, ARW2 Холеј у електричним колицима: отворено веслање: AS Стони тенис:оОцјена 3, оцјена 4, оцјена 5 Мачевање у колицима: 1B/категорија C | [ 135 ] [ 69 ] [ 67 ] [ 26 ] [ 55 ] [ 136 ] [ 137 ] [ 138 ] [ 5 ] [ 129 ] [ 4 ] |
| F4/T4/SP4 | 1C Incomplete, 2, Upper 3 | T1 - T7         | F54                | H4, H5     | S3, SB3, SB4, S5          | Стреличарство: ARW2 Веслање: AS Кошарка у колицима: 1-point player Мачевање у колицима: 2/Category B                                                        | [ 135 ] [ 69 ] [ 67 ] [ 26 ] [ 136 ] [ 138 ] [ 5 ] [ 129 ] [ 139 ] [ 140 ]      |
| F5/SP5    | Lower 3, Upper 4          | T8 - L1         | F55                |            | SB3, S4, SB4, S5, SB5, S6 | Стреличарство: ARW2 Веслање: TA Кошарка у колицима: играч за 2 поена Мачевање у колицима: 2, 3/Категорије B, A                                              | [ 135 ] [ 69 ] [ 67 ] [ 26 ] [ 136 ] [ 5 ] [ 129 ] [ 139 ] [ 140 ]              |
| F6/SP6    | Lower 4, Upper 5          | L2 - L5         | F56                |            | S5, SB5, S7, S8           | Кошарка у колицима: играч за 3 поена, играч за 4 поена Мачевање у колицима: 3, 4/Category A                                                                 | [ 135 ] [ 69 ] [ 67 ] [ 26 ] [ 136 ] [ 5 ] [ 129 ] [ 139 ] [ 140 ]              |
| F7/SP7    | Lower 5, 6                | S1 - S2         | F57                |            | S5, S6, S10               | Веслање: LTA Кошарка у колицима: играч за 4 поена Веслање у колицима: 4/Категорија B                                                                        | [ 135 ] [ 69 ] [ 67 ] [ 26 ] [ 136 ] [ 139 ] [ 140 ]                            |
| F8/SP8    |                           |                 | F42, F43, F44, F58 |            | S8                        | | [ 135 ] [ 69 ] [ 67 ] [ 136 ]                                                   |
| F9/SP9    |                           |                 | F42, F43, F44      |            |                           | | [ 135 ] [ 69 ]                                                                  |

- Профил спортисте Ф1
- Профил спортисте Ф2
- Профил спортисте Ф3
- Профил спортисте Ф4
- Профил спортисте Ф5
- Профил спортисте Ф6
- Профил спортисте Ф7
- Профил спортисте Ф8
- Класификација специфична за атлетику за спортисте у инвалидским колицима која приказује локације повреда кичме Т51, Т52, Т53 и Т54.

### Оштећење вида
Систем класификације за спорт за слијепе и слабовиде често има упоредиве класе у другим спортовима.
| Класа | Арлетика | Бициклизам | Референце            |
| ----- | -------- | ---------- | -------------------- |
| B1    | T11, F11 | Тандем     | [ 54 ] [ 66 ] [ 68 ] |
| B2    | T12, F12 | Тандем     | [ 54 ] [ 66 ] [ 68 ] |
| B3    | T13, F13 | Тандем     | [ 54 ] [ 66 ] [ 68 ] |

- Визуелизација функционалног вида за такмичара B1 категорије
- Визуелизација функционалног вида за такмичара B2 категорије
- Визуелизација функционалног вида за такмичара B3 категорије

### Трансплантације, дијабетичари, епилептичари и друге групе са инвалидитетом
Историјски гледано, класификација спортова за особе са инвалидитетом није била посебно отворена за особе са трансплантацијама, дијабетичаре и епилептичаре. На параолимпијском нивоу, ово се такође односи на особе са инвалидитетом повезаним са тактилним осјећајем, оштећеном терморегулацијом и срчаном функцијом. Дјелимично је то зато што, иако ови поремећаји могу утицати на спортске перформансе, нису обухваћени културом параолимпијског покрета.
Нека такмичења су отворена за особе са овим врстама инвалидитета. Посебне класификације могу се користити како би им се омогућило да се такмиче у неким дисциплинама. Неки спортови су имали класификације за особе са овим врстама инвалидитета, али су постепено укинуте. На примјер, први систем класификације у веслању 1991. године имао је класу А3 за особе са респираторним проблемима. Класификацијом за трансплантиране особе у Аустралији бави се Transplant Australia.
| Спорт    | Тип инвалидности        | Опис | Аустралија | Енглеска         | САД      | Референце     |
| -------- | ----------------------- | --- | ---------- | ---------------- | -------- | ------------- |
| Атлетика | Примаоци транслантације | Неко ко је имао трансплантацију бубрега, срца, срца и плућа, јетре или коштане сржи.                             | T60, F60   |                  | T60, F60 | [ 66 ] [ 93 ] |
| Фудбал   | Ментално здравље        | "Особе које су доживеле акутне или трајне проблеме менталног здравља и живе у заједници или болничком окружењу." |            | Ментално здравље |          | [ 58 ]        |
| Пливање  | Примаоци транслантације | | S16        |                  |          | [ 94 ]        |

## Функционална класификација
Од 1990-их, дошло је до удаљавања од многих ових класификација типова инвалидитета специфичних за спорт и преласка на функционалнији систем класификације који омогућава спортистима са различитим врстама инвалидитета да се међусобно праведно такмиче. Овај систем класификације тежи да користи низ мера за класификацију спортиста, укључујући снагу мишића, обим покрета зглобова (ROM), координацију, ампутацију, тјелесну висину и равнотежу. Значај ових различитих мјера се затим мења на основу специфичних потреба спорта.

## Процес класификације

### Процјена спортиста
Класификација се генерално састоји од три или четири корака. Први корак је генерално медицинска процјена. Други је генерално функционална процјена. Ово може да обухвати два дијела: прво посматрање спортисте на тренингу, а затим укључивање посматрања спортиста на такмичењу. Посљедњи корак је сврставање спортисте у класу и додјељивање класификационог статуса.

### Медицинска класификација
Врста потребних медицинских информација може бити специфична за спорт или тип инвалидитета. Медицинска класификација за спорт у инвалидским колицима може се састојати од слања медицинских картона медицинским класификаторима у међународној спортској федерацији. Од љекара спортисте може се тражити да пружи опсежне медицинске информације, укључујући медицинску дијагнозу и сваки губитак функције повезан са њиховим стањем. Ово укључује да ли је стање прогресивно или стабилно, да ли је стечено или урођено стање. Може укључивати захтјев за информације о било каквој будућој очекиваној медицинској њези. Такође може укључивати захтјев за све лијекове које особа узима. Документација која може бити потребна може укључивати рендгенске снимке, резултате ASIA скале или резултате модификоване Ашвортове скале.
За ампутиране особе, фаза медицинске класификације се често може обавити на лицу мјеста у спортском тренинг центру или на такмичењу. Понекад се здравствени преглед не може обавити на лицу мјеста јер природа ампутације може проузроковати физички невидљиве промјене на тијелу. Ово се посебно односи на ампутиране особе са доњим екстремитетима, јер се односи на то како се њихови удови поравнавају са куковима и ефекат који то има на њихову кичму и како им лобања лежи на кичми.

### Функционална класификација
Функционална класификација често укључује стручњаке који су упознати са специфичним медицинским инвалидитетом особе. Ако особа има вишеструке инвалидитете, могу је проценити више стручњака, по један за сваки тип инвалидитета. Ови вишеструки типови су само типови инвалидитета обухваћени правилима класификације. На примјер, ако је особа која се пријављује слијепа, глува и има интелектуални инвалидитет и тражи класификацију за спорт за слијепе, неће јој бити потребни стручњаци за интелектуални инвалидитет или глувоћу јер ови инвалидитети генерално нису обухваћени класификацијом за те спортове.